# Josep Pasqual Martí García
Josep Pasqual Martí García és un polític i professor de filosofia valencià, alcalde de Suera (la Plana Baixa) des de 2007 i president de la Diputació de Castelló de 2019 a 2023.
Martí és llicenciat en filosofia i pedagogia per la Universitat València, a més de catedràtic de Filosofia. Ha estat director de l’IES Penyagolosa de Castelló de la Plana més de 20 anys, des de 1998, i ha dirigit la Federació de Directors d'Institut d'Eduació Secundària del País Valencià.
Pel que fa a l'àmbit polític, Josep Martí milita en el Partit Socialista del País Valencià (PSPV-PSOE) i accedeix a l'alcaldia de Suera per primera vegada l'any 2007 renovant successivament el càrrec a les eleccions següents. És el 2019 quan el seu partit aconsegueix treure del govern de la Diputació de Castelló al Partit Popular (PP) que havia governat des de 1995 i Josep Martí esdevé president de la Diputació compartint govern provincial amb la coalició Compromís. El 2023 va perdre de nou la Diputació que va retornar a mans del PP amb Marta Barrachina al capdavant.